# Vivian Nathan
Pour les articles homonymes, voir Nathan.
Vivian Nathan, née Firko le 26 octobre 1916 à New York et morte le 3 avril 2015 à Englewood, est une actrice américaine.

## Biographie
Elle est la fille d'Hipolit et d'Anna Firko.
Elle meurt le 3 avril 2015.

## Filmographie
- 1958 : Le Chouchou du professeur de George Seaton : Mme Kovac
- 1961 : Le Héros d'Iwo-Jima (The Outsider) de Delbert Mann
- 1961 : Le Temps du châtiment de John Frankenheimer : Mme Escalante
- 1971 : Klute d'Alan J. Pakula : la psychiatre

## Distinctions
- Clarence Derwent Award 1955 pour le rôle de Charwoman dans Anastasia